# Kohlenkalk

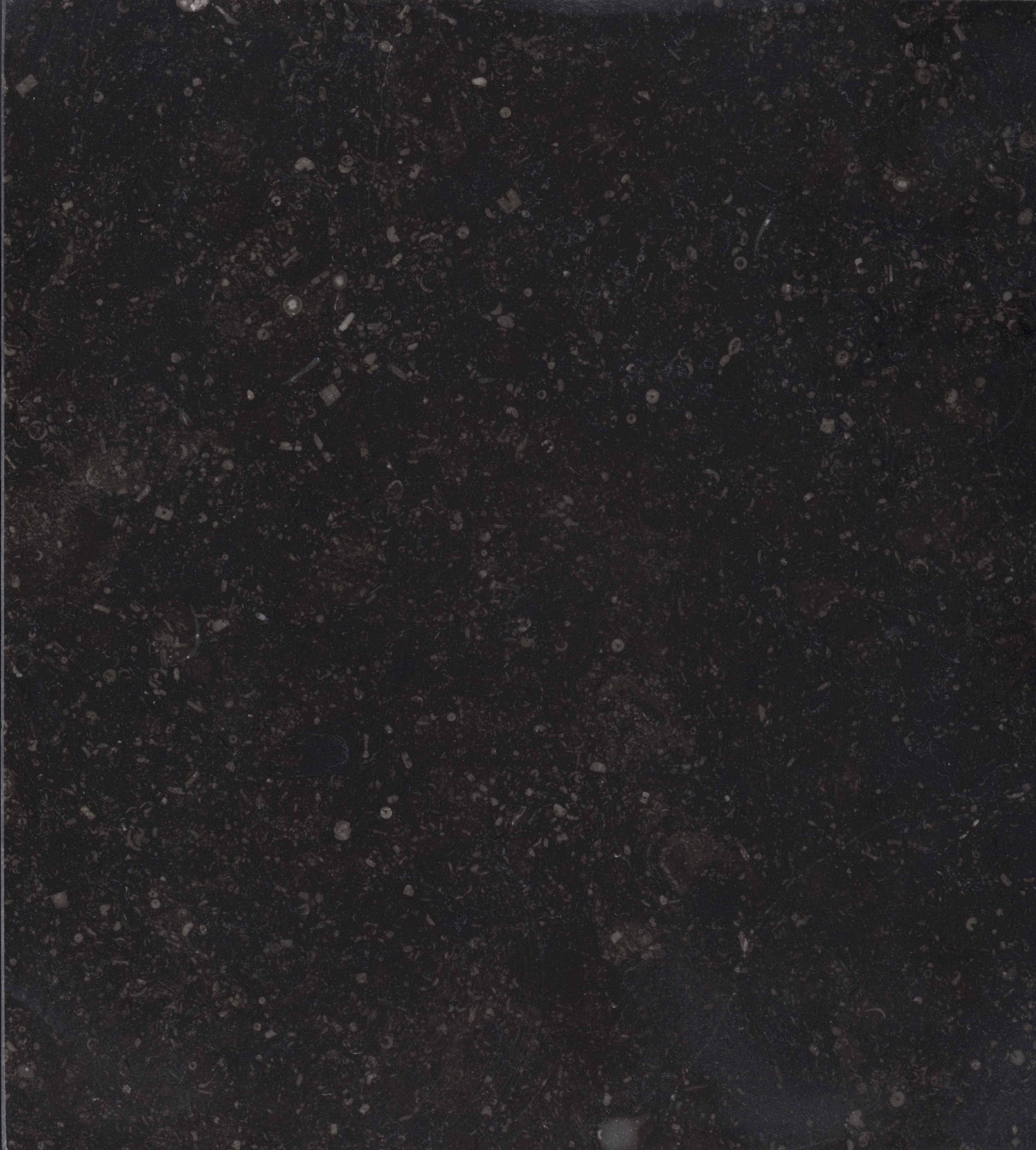
Kohlenkalk aus der Wallonie (Belgien) mit Crinoidengliedern

Der Kohlenkalk ist die, im Unterschied zum von klastischen Sedimenten geprägten Kulm, kalkige Flachwasser-Fazies des Unterkarbons (Mississippium) von Nordwesteuropa. Die Karbonatablagerungen können Mächtigkeiten von mehreren hundert Metern erreichen.

## Paläogeographie
Am Südrand von Laurussia (dem Kontinent, der sich im Devon durch die Kollision von Laurentia (Nordamerika) und Baltika (Nordeuropa und Russland) gebildet hatte), kam es im Unterkarbon zu einer sehr fossilreichen Sedimentation von Kalkstein.

## Kohlenkalk-Fazies
Der Bereich der Kohlenkalk-Fazies erstreckte sich von Irland/England, Belgien und den Ardennen über das linksrheinische Schiefergebirge bis nach Polen. Im Bereich Englands wurde die marine Karbonatsedimentation durch mehrere Hochzonen gegliedert (vor allem das London-Brabanter-Massiv und die Normannische Schwelle). Zur Ablagerung kamen Moostierchen-Riffkalke, Schuttkalke und dunkle bituminöse Kalke.
An Fossilien sind vor allem Bryozoen, Korallen, Armfüßer (Brachiopoda), Goniatiten und Crinoiden enthalten. Die Mächtigkeit des Kohlenkalks erreicht 300–700 Meter und ist mit der südlich anschließenden Kulm-Fazies durch Riffschutt und Kalkturbidite verzahnt.